# Asplenium juglandifolium
Asplenium juglandifolium är en svartbräkenväxtart som beskrevs av Jean-Baptiste Lamarck. Asplenium juglandifolium ingår i släktet Asplenium och familjen Aspleniaceae. Inga underarter finns listade.